# 유엔 안전 보장 이사회 결의 제2728호
유엔 안전 보장 이사회 결의 제2728호는 2024년 3월 25일 채택된 유엔 안전 보장 이사회의 결의안이다. 주요 내용은 라마단 기간 이스라엘-하마스 전쟁에 대한 즉각적인 휴전과 이를 통한 지속 가능한 휴전이 이루어질 것에 대한 요구와 모든 인질의 무조건 석방 요구이다. 14개 이사국이 찬성하였지만, 미국은 기권하였다.

## 배경 및 절차
결의안 제2728호는 E-10(비상임이사국 10개국)이 제안한 것으로, 2024년 3월 22일 중국과 러시아가 가자지구에서 휴전을 합의한 것과 관련한 미국의 결의안 초안에 대한 거부권 행사 후 이루어졌다.
러시아가 제안한 구두 수정안은 결의안의 첫 번째 유효 문단에 휴전을 규정하기 위해 "영구적"이라는 단어를 재삽입하였다. 하지만 찬성 3표(알제리, 중국, 러시아), 기권 11표, 반대 1표(미국)를 받아 수정안에 찬성하는 회원국 수가 충분하지 않았고 통과되지 못하였다.
이스라엘 총리는 미국이 해당 결의안에 거부권을 행사하지 않으면 이스라엘 대표단의 방미를 취소하겠다고 밝혔다고 전해졌다.

## 결의안
The Security Council,
Guided by the purposes and principles of the Charter of the United Nations,
Recalling all of its relevant resolutions on the situation in the Middle East, including the Palestinian question,
Reiterating its demand that all parties comply with their obligations under international law, including international humanitarian law and international human rights law, and in this regard deploring all attacks against civilians and civilian objects, as well as all violence and hostilities against civilians, and all acts of terrorism, and recalling that the taking of hostages is prohibited under international law,
Expressing deep concern about the catastrophic humanitarian situation in the Gaza Strip,
Acknowledging the ongoing diplomatic efforts by Egypt, Qatar and the United States, aimed at reaching a cessation of hostilities, releasing the hostages and increasing the provision and distribution of humanitarian aid,
1. Demands an immediate ceasefire for the month of Ramadan respected by all parties leading to a lasting sustainable ceasefire, and also demands the immediate and unconditional release of all hostages, as well as ensuring humanitarian access to address their medical and other humanitarian needs, and further demands that the parties comply with their obligations under international law in relation to all persons they detain;
2. Emphasizes the urgent need to expand the flow of humanitarian assistance to and reinforce the protection of civilians in the entire Gaza Strip and reiterates its demand for the lifting of all barriers to the provision of humanitarian assistance at scale, in line with international humanitarian law as well as resolutions 2712 (2023) and 2720 (2023);
3. Decides to remain actively seized of the matter.

## 투표 결과
- 유엔 안전 보장 이사회 상임 이사국은 굵게 표시.

| 찬성 (14개국) | 기권 (1개국) | 반대 (0개국) |
| --- | ------------ | ------------ |
| - 알제리 - 중국 - 에콰도르 - 프랑스 - 가이아나 - 일본 - 모잠비크 - 몰타 - 러시아 - 시에라리온 - 슬로베니아 - 대한민국 - 스위스 - 영국 | - 미국       |              |

## 각국 대사의 발언
결의가 채택된 후 각국 대사들은 브리핑에서 다음과 같이 말했다.
"역사적인 날이다. 가자지구에서 즉각적인 휴전과 납치된 인질의 조건 없는 석방을 요구하는, 그간 절실하게 필요했던 결의를 안보리가 성공적으로 채택한 것을 기쁘게 생각한다. 모든 당사국이 오늘 채택한 결의를 충실히 이행해, 고통받는 가자지구 주민들에게 도움이 되기를 기대한다."—  모잠비크 (페드로 코미사리오 주유엔 모잠비크 특명전권대사)

"하마스에 대한 비난이 빠졌기 때문에 찬성할 수 없다. 법적 구속력이 없다."—  미국 (린다 토머스그린필드 주유엔 미국 특명전권대사)

"법률적으로 말한다면 법적 구속력이 없을 수 있다. 유엔 헌장에 따라 모든 안보리 결의는 법적 구속력이 있고 이를 이행해야 하지만, 이번 결의는 ‘결정한다’는 용어를 사용하지 않았다. (안보리 결의 이행을 위한 강제 규정을 담은) 유엔 헌장 제7장도 발동하지 않았다. 따라서 법적으로는 구속력이 없을 수 있지만, 도덕적으론 결의가 국제사회의 합의를 담고 있으므로 이행해야 할 것이다."—  대한민국 (황준국 주유엔 대한민국 특명전권대사)

"모든 안보리 결의는 법적 구속력이 있으며, 회원국은 이를 이행할 의무가 있다."—  모잠비크 (페드로 코미사리오 주유엔 모잠비크 특명전권대사)

"제6위원회(법적 문제를 다루는 위원회)에서 5년간 활동한 법률가로서 말한다. 안보리 결의는 법적 구속력이 있다. 내 개인 의견이 아니다. 국제사법재판소가 1971년 낸 권고의견에서 명확하게 밝혔다."—  시에라리온 (마이클 임란 카누 주유엔 시에라리온 특명전권대사)

## 같이 보기
- 유엔 안전 보장 이사회 결의안 제2701 ~ 2800호 목록